# Országos Kéktúra

Route des Országos Kéktúra

Der Országos Kéktúra (deutsch Blaue Landestour), abgekürzt OKT, ist ein ungarischer Fernwanderweg. 

## Geschichte

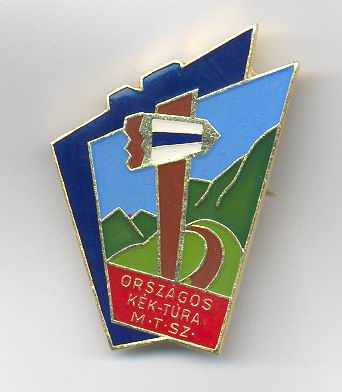
Abzeichen für Komplett-Begeher des OKT

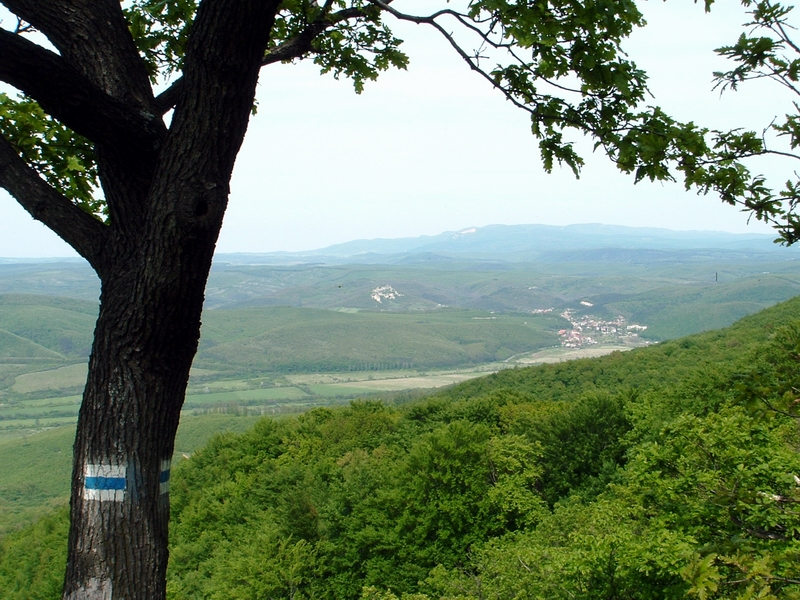
Wegmarkierung im Mátra-Gebirge

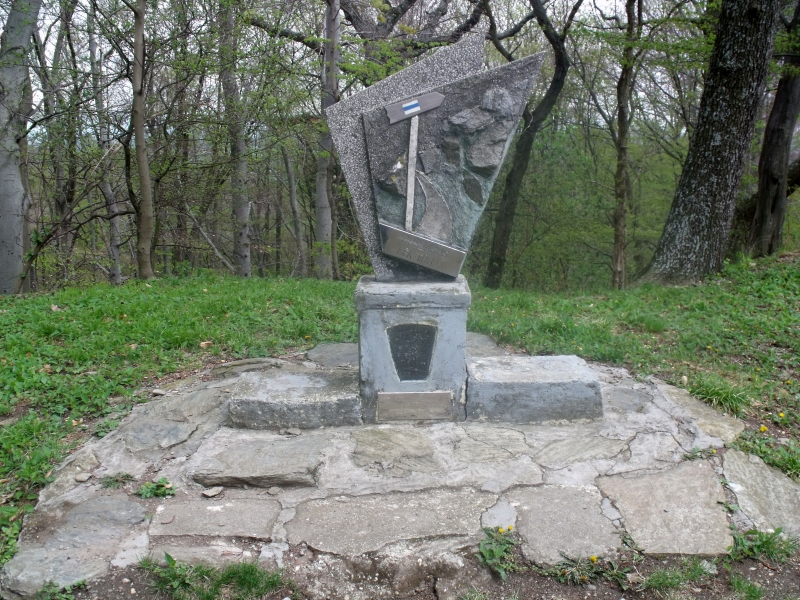
Dieser Gedenkstein markierte das westliche Ende des Országos Kéktúra von 1977 bis 1989. Er existiert noch immer, liegt aber nicht mehr direkt an diesem Fernwanderweg.

Er wurde 1952 eröffnet und führt über 1128 km vom Írottkő über Budapest bis nach Hollóháza. 
Im Jahre 1983 wurde der östliche Teil des Országos Kéktúra zum Bestandteil des Internationalen Bergwanderweges der Freundschaft Eisenach – Budapest (EB), des einzigen internationalen Fernwanderweges der ehemals sozialistischen Staaten DDR, Polen, Tschechoslowakei und Ungarn. 
Heute ist der größte Teil des Országos Kéktúra in den europäischen Fernwanderweg E4 (Gibraltar – Pyrenäen – Bodensee – Balaton – Rila – Kreta) integriert.
Zum Országos Kéktúra sind inzwischen zwei weitere ungarische Fernwanderwege hinzugekommen, nämlich der Rockenbauer Pál Dél-dunántúli Kéktúra und der Alföldi Kéktúra, welche gelegentlich auch als Teile des Országos Kéktúra angesehen werden.